# Ophiophthirius actinometrae
Ophiophthirius actinometrae is een slangster uit de familie Ophiotrichidae.
De wetenschappelijke naam van de soort werd in 1898 gepubliceerd door Ludwig Döderlein.